# سیارک ۱۵۹۶۳
سیارک ۱۵۹۶۳ (به انگلیسی: 15963 Koeberl، نامگذاری:1998CY3) پانزده هزار و نهصد و شصت و سومین سیارک کشف شده‌است که در ۶ فوریه ۱۹۹۸ کشف شد.
قدر مطلق سیارک برابر ۳۰.۹ است.